# Rutshuru
Rutshuru est une localité, chef-lieu de territoire de la province du Nord-Kivu en république démocratique du Congo.

## Géographie
Elle est située sur la route nationale RN 2 à 68 km au nord du chef-lieu provincial Goma.

## Histoire
En juin 2013, l'agglomération de Rutshuru se voit conférer le statut de ville, constituée de quatre communes : Buzito, Katemba, Kiringa et Mabungo.

## Administration
Chef-lieu territorial de 61 330 électeurs enrôlés en 2018, la localité a le statut de commune rurale de moins de 80 000 électeurs, elle compte 7 conseillers municipaux en 2019.

## Population
Le recensement date de 1984,.
| 1984 | 2004   | 2012   |
| ---- | ------ | ------ |
| -    | 47 756 | 58 686 |